# Perkinsiella vitalisi
Perkinsiella vitalisi är en insektsart som beskrevs av Frederick Arthur Godfrey Muir 1925. Perkinsiella vitalisi ingår i släktet Perkinsiella och familjen sporrstritar. Inga underarter finns listade i Catalogue of Life.